# いい夫婦の日
いい夫婦の日（いいふうふのひ）は、日本の記念日の1つ。毎年11月22日である。

## 概要
1988年に財団法人余暇開発センター（現日本生産性本部）によって提唱された。その後、1998年に「いい夫婦の日」をすすめる会を設立し普及を推進しており、2000年より、毎年、広く一般からの投票を基に、理想の夫婦・カップルにふさわしい「いい夫婦 パートナー・オブ・ザ・イヤー」を選出している。
2000年代に入り、一般にも認知されるようになり、11月22日に入籍（婚姻届）する有名人なども増えている。

## 由来
1985年に日本政府の経済対策会議にて、ゆとりの創造月間として11月が提唱されたことと、「11月22日＝いいふうふ」と読める語呂合わせによる。
「いい夫婦の日」をすすめる会の活動は、2013年に25周年となる。

## 2011年の活動
2011年は東日本大震災に関連し、被災した夫婦の感動的な報道が多数メディアに出たことに鑑み、年度のテーマを「絆」として活動した。
1. 震災により結婚式を中止・延期したカップルの挙式を執り行う『いい夫婦の日「絆」ウエディング』を準備し、カップルの公募を行い、11月8日に挙式を行った。
2. 例年通りのイベントも実施した。「パートナー・オブ・ザ・イヤー2011」｢いい夫婦 川柳コンテスト2011｣、「いい夫婦ボウリング大会」、「いい夫婦ウオーキング大会」、「いい夫婦絆朗読会」を行う（2011年12月18日現在）。
3. 今年から、いい夫婦の日前の2週間を「いい夫婦ウイーク」とし、協賛している企業が各種のキャンペーンを行う。

- いい夫婦に関するアンケート調査も毎年行っている[1]。

## 2012年の活動
2012年は、アンケート調査に基づき、夫婦の絆をより深めることの必要性を認識し、「いい夫婦になるコツ」をツイッター上から一般公募。そのコツをHPで公開して夫婦の絆を深める情報提供をおこなった。

## 2013年の活動
8月1日より川柳とパートナー・オブ・ザ・イヤーの一般公募を開始。
8月20日より「ジュエリー作文コンテスト」を開始。
ホームページを刷新した。

## パートナー・オブ・ザ・イヤー
- 2000年 - 中村橋之助・三田寛子
- 2001年 - 渡辺裕之・原日出子[注 3]
- 2002年 - 西尾拓美・西村知美
- 2003年 - 奥田瑛二・安藤和津
- 2004年 - 山本貴司・千葉すず
- 2005年 - 愛川欽也・うつみ宮土理[注 4]
- 2006年 - 船越英一郎・松居一代[注 5]
- 2007年 - ヒロミ・松本伊代
- 2008年 - 朝原宣治・奥野史子
- 2009年 - 鈴木おさむ・大島美幸
- 2010年 - 佐々木健介・北斗晶 / 野村克也・野村沙知代[注 6]
- 2011年 - 高橋ジョージ・三船美佳[注 7]
- 2012年 - 小原康司・小原日登美[注 8]
- 2013年 - 大和田獏・岡江久美子[注 9]
- 2014年 - 中尾彬・池波志乃 / 秋本啓之・大友愛
- 2015年 - 藤井隆・乙葉 / 馳浩・高見恭子[4]
- 2016年 - 杉浦太陽・辻希美 / 宇崎竜童・阿木燿子 / (特別賞) 青柳勧・ミハエラ[5]
- 2017年 - 西川きよし・西川ヘレン / 中山秀征・白城あやか
- 2018年 - 陣内孝則・陣内恵理子 / 庄司智春・藤本美貴
- 2019年 - 高橋英樹・高橋美恵子 / 東貴博・安めぐみ / 髙橋良和・髙橋桃重[注 10][7]
- 2020年 - 小田井涼平・LiLiCo / (企業部門) 大山淳・大山裕子
- 2021年 - 渡辺徹・榊󠄀原郁恵[注 11] / (企業部門) ケネス・ライリー・デビー・ライリー
- 2022年 - 赤井英和・赤井佳子 / (企業部門) 竹下英・竹下貴美代
- 2023年 - 田辺誠一・大塚寧々 / (企業部門) 樋口莊一郎・樋口泰子
- 2024年 - 濱口優・南明奈

## いい夫婦の日に入籍（婚姻届）した主な有名人
- 堀井美香（1996年）[8]
- 田中律子（1997年）
- 小室哲哉・KEIKO（2002年）
- 井川遥（2006年）
- 須藤元気（2007年）
- 坂元龍斗（2009年）
- 鈴木奈穂子（2012年）
- 戸部洋子（2012年）
- 水谷隼（2013年、大安）[9]
- 松田陸・七菜香（2016年）[10]
- 清野とおる・壇蜜（2019年）[11]
- 安藤なつ（2019年）[12]
- 若林正恭（2019年）[13]
- 藤原聡（2019年）

## 作品
- 1122 いいふうふ（2024年）